# Raucourt-et-Flaba (tổng)
Tổng Raucourt-et-Flaba là một tổng ở tỉnh Ardennes trong vùng Grand Est.
Tổng này được tổ chức xung quanh Raucourt-et-Flaba ở quận Sedan. Độ cao trung bình là 205 m.

## Hành chính
| Giai đoạn | Ủy viên       | Đảng | Tư cách |
| --------- | ------------- | ---- | ------- |
| 1992-1998 | Jean SOMSON   | DVG  |         |
| 1998-2004 | Jean SOMSON   | DVG  |         |
| 2004-2011 | Pierre JOSEPH | DVD  |         |

## Các đơn vị hành chính
Tổng Raucourt-et-Flaba gồm 12 xã với dân số 3 769 người (điều tra năm 1999, dân số không tính trùng)
| Xã                     | Dân số | Mã bưu chính | Mã insee |
| ---------------------- | ------ | ------------ | -------- |
| Angecourt              | 350    | 08450        | 08013    |
| Artaise-le-Vivier      | 55     | 08390        | 08023    |
| La Besace              | 133    | 08450        | 08063    |
| Bulson                 | 123    | 08450        | 08088    |
| Chémery-sur-Bar        | 437    | 08450        | 08115    |
| Haraucourt             | 785    | 08450        | 08211    |
| Maisoncelle-et-Villers | 67     | 08450        | 08268    |
| Le Mont-Dieu           | 24     | 08390        | 08300    |
| La Neuville-à-Maire    | 75     | 08450        | 08317    |
| Raucourt-et-Flaba      | 906    | 08450        | 08354    |
| Remilly-Aillicourt     | 781    | 08450        | 08357    |
| Stonne                 | 33     | 08390        | 08430    |

## Thông tin nhân khẩu
| 1962                                                     | 1968  | 1975  | 1982  | 1990  | 1999  |
| -------------------------------------------------------- | ----- | ----- | ----- | ----- | ----- |
| 4 106                                                    | 4 469 | 4 162 | 3 944 | 3 804 | 3 769 |
| Nombre retenu à partir de 1962 : dân số không tính trùng |       |       |       |       |       |